# Italo Zingarelli (giornalista)
Italo Zingarelli (Napoli, 9 luglio 1891 – Roma, 1979) è stato un giornalista italiano, figlio del filologo Nicola.

## Vita
Nel 1910 fu redattore de L'Ora di Palermo; poi lavorò al Corriere della Sera e a L'Epoca. Tornò al Corriere nel 1921 come corrispondente da Zurigo e Vienna. Nel 1926 fu per breve tempo direttore de Il Secolo, poi corrispondente da Vienna per La Stampa. Visse a Vienna per 19 anni, dal novembre 1918 al marzo 1938 (tranne la breve direzione al Secolo). A differenza dei suoi colleghi italiani, il cui stile era tendenzialmente letterario e brillante, Zingarelli sviluppò una prosa «analitica e logica».
Nel 1945 lavorò al Tempo diretto da Renato Angiolillo. Fu Zingarelli a tradurre dall'inglese il Diario di Ciano, che fu pubblicato sul quotidiano romano. Alla fine dell'anno passò a Libera Stampa, quotidiano edito da Luigi Barzini, di cui fu direttore fino alla chiusura, avvenuta nel marzo del 1946.

Dal 1952 al 1962 diresse Il Globo di Roma.

## Opere
- Questo è il mio giornalismo, Sestante, Roma, 1946.
- Lo stivale delle mille leghe, Edito a cura della Banca d'America e d'Italia, Roma 1962, pp. 154. Il libro racconta le imprese di personaggi italiani che hanno cambiato il mondo. Sovraccoperta del pittore Gabrio Tosti di Valminuta, presente alla VI Quadriennale nazionale d'arte di Roma.